# George Sylvester Viereck
Pour les articles homonymes, voir Sylvester et Viereck.
 (juin 2024).
La mise en forme du texte ne suit pas les recommandations de Wikipédia : il faut le « wikifier ».
Les points d'amélioration suivants sont les cas les plus fréquents :
- Les titres sont pré-formatés par le logiciel. Ils ne sont ni en capitales, ni en gras.
- Le texte ne doit pas être écrit en capitales (les noms de famille non plus), ni en gras, ni en italique, ni en « petit »…
- Le gras n'est utilisé que pour surligner le titre de l'article dans l'introduction, une seule fois.
- L'italique est rarement utilisé : mots en langue étrangère, titres d'œuvres, noms de bateaux, etc.
- Les citations ne sont pas en italique mais en corps de texte normal. Elles sont entourées par des guillemets français : « et ».
- Les listes à puces sont à éviter, des paragraphes rédigés étant largement préférés. Les tableaux sont à réserver à la présentation de données structurées (résultats, etc.).
- Les appels de note de bas de page (petits chiffres en exposant, introduits par l'outil «  Source ») sont à placer entre la fin de phrase et le point final[comme ça].
- Les liens internes (vers d'autres articles de Wikipédia) sont à choisir avec parcimonie. Créez des liens vers des articles approfondissant le sujet. Les termes génériques sans rapport avec le sujet sont à éviter, ainsi que les répétitions de liens vers un même terme.
- Les liens externes sont à placer uniquement dans une section « Liens externes », à la fin de l'article. Ces liens sont à choisir avec parcimonie suivant les règles définies. Si un lien sert de source à l'article, son insertion dans le texte est à faire par les notes de bas de page.
- La présentation des références doit suivre les conventions bibliographiques. Il est recommandé d'utiliser les modèles {{Ouvrage}}, {{Chapitre}}, {{Article}}, {{Lien web}} et/ou {{Bibliographie}}. Le mode d'édition visuel peut mettre en forme automatiquement les références.
- Insérer une infobox (cadre d'informations à droite) n'est pas obligatoire pour parachever la mise en page.

Pour une aide détaillée, merci de consulter Aide:Wikification.
Si vous pensez que ces points ont été résolus, vous pouvez retirer ce bandeau et améliorer la mise en forme d'un autre article.
George Sylvester Viereck (31 décembre 1884 - 18 mars 1962) était un poète, écrivain et propagandiste pro-allemand germano-américain. Il a travaillé au nom de l'Allemagne nazie. Il préférait utiliser le nom Sylvester.

## Jeunesse
Le père de Sylvester, Louis Viereck, est né à Berlin en 1851, fils de l'actrice non mariée Edwina Viereck. On raconte que Louis était le fils de l'empereur Guillaume Ier, mais Louis a été reconnu comme fils par Louis von Prillwitz, fils du prince Auguste de Prusse. En 1870, Louis rejoint le Parti socialiste et est exilé de Berlin huit ans plus tard en vertu des Lois antisocialistes d'Otto von Bismarck. En 1881, il devient rédacteur en chef d'une revue socialiste à Munich. En 1884, il est élu au Reichstag, mais en 1886, il est emprisonné pour avoir assisté à des réunions du Parti socialiste. À sa libération de prison, il quitte le parti.
La mère de Sylvester, Laura Viereck, est née à San Francisco, fille de William Viereck, un jeune frère d'Edwina Viereck. William était un révolutionnaire malheureux qui avait fui les États allemands comme d'autres Quarante-Huitards et avait dirigé un théâtre allemand à San Francisco. Après la mort de William en 1865, sa femme est retournée en Allemagne avec leurs enfants. En 1881, Laura épouse son cousin germain Louis. À sa suggestion, Louis émigre aux États-Unis en 1896, et Laura suit avec Sylvester quelques mois plus tard. Louis devient citoyen américain en 1901, mais retourne en Allemagne en 1911.
George Sylvester Viereck naît à Munich le 31 décembre 1884. Sylvester commence à écrire de la poésie à l'âge de onze ans. Ses héros étaient Jésus-Christ, Napoléon Bonaparte et Oscar Wilde; sa nouvelle The House of the Vampire est fortement inspirée par The Importance of Being Earnest de Wilde. Encore à l'université, en 1904, George Sylvester Viereck, avec l'aide du critique littéraire Ludwig Lewisohn, publie son premier recueil de poèmes. Il est diplômé du College de la Ville de New York en 1906. L'année suivante, son recueil Nineveh and Other Poems (1907) fait de Viereck une célébrité nationale. Plusieurs de ses poèmes étaient écrits dans le style de la poésie d'amour masculine uraniaque de l'époque. The Saturday Evening Post a qualifié Viereck de "jeune homme littéraire le plus discuté aux États-Unis aujourd'hui".
Entre 1907 et 1912, Viereck se transforme en germanophile. En 1908, il publie le best-seller Confessions of a Barbarian. Viereck donne des conférences sur la poésie américaine à l'Université de Berlin en 1911. Pour son soutien à l'Allemagne et au pacifisme, Viereck est expulsé de plusieurs clubs sociaux et organisations fraternelles, et a rompu avec une amie proche, la poétesse Blanche Shoemaker Wagstaff,,.
Pendant la Première Guerre mondiale, il a édité un magazine hebdomadaire sponsorisé par l'Allemagne, The Fatherland, avec une prétendue circulation de 80 000 exemplaires. Le magazine a plus tard été rebaptisé en son honneur.

## Articles
- (1910) "Some Reminiscences of Richard Watson Gilder", The Forum 43, pp. 73–78.
- (1922) "Would-Be Assassins", The American Monthly 14 (1), pp. 5–6.
- (1929) "At the Threshold of the Invisible", Ghost Stories 6 (1).
- (1929) "Spirits in the Laboratory", Ghost Stories 6 (5).

## Divers
- (1907) America: A Litany of Nations. Édité par George Sylvester Viereck. New York : The New Immigrants' Protective League.
- (1913) The Works of George Sylvester Viereck. New York : Moffat, Yard & Company [5 vols.].
- (1915) Debate between George Sylvester Viereck and Cecil Chesterton. New York : The Fatherland Corporation.
- (1925) The Harlot’s House and Other Poems. Édité, avec une introduction, par George Sylvester Viereck. Girard, Kansas : Haldeman-Julius Company.
- (1929) As They Saw Us: Foch, Ludendorff and Other Leaders Write Our War History. Édité par George Sylvester Viereck. Garden City, N.Y. : Doubleday, Doran & Company.

### Éditions étrangères
- (1906) Niniveh und Andere Gedichte, traduction allemande de Nineveh and Other Poems. Stuttgart, Berlin : J.G. Cotta.
- (1909) Das Haus des Vampyrs, traduction allemande de The House of the Vampire. Der Kentaur Verlag.
- (2003) La Maison du Vampire, traduction française de The House of the Vampire. La Clef d'Argent.

## Lectures complémentaires
- Antinori, John V. (1991). "Androcles and the Lion Hunter: G.B.S., George Sylvester Viereck, and the Politics of Personality", SHAW: The Annual of Bernard Shaw Studies, Vol. 11, Shaw and Politics, pp. 149–168.
- Johnson, Niel Melvin. "George Sylvester Viereck: Pro-German Publicist in America, 1910-1945" (Thèse de doctorat, Université de l'Iowa ; ProQuest Dissertations Publishing, 1971. 7122043).
- Johnson, Niel M. (1972). George Sylvester Viereck: German-American Propagandist, (University of Illinois Press).
- Jones, John Price (1918). "The Public Mind", in The German Secret Service in America, 1914–1918. Boston : Small, Maynard & Company, pp. 225–251.
- Sullivan, Mark (1936). "German Plotting Exposed", in Our Times, 1900–1925. New York : Charles Scribner's Sons, pp. 184–196.